# Marie Hüllenkremer
Marie Hüllenkremer (* 14. März 1943 in Eupen, Belgien; † 16. Mai 2004 in Köln) war eine deutsch-belgische Journalistin und Kulturpolitikerin.

## Leben

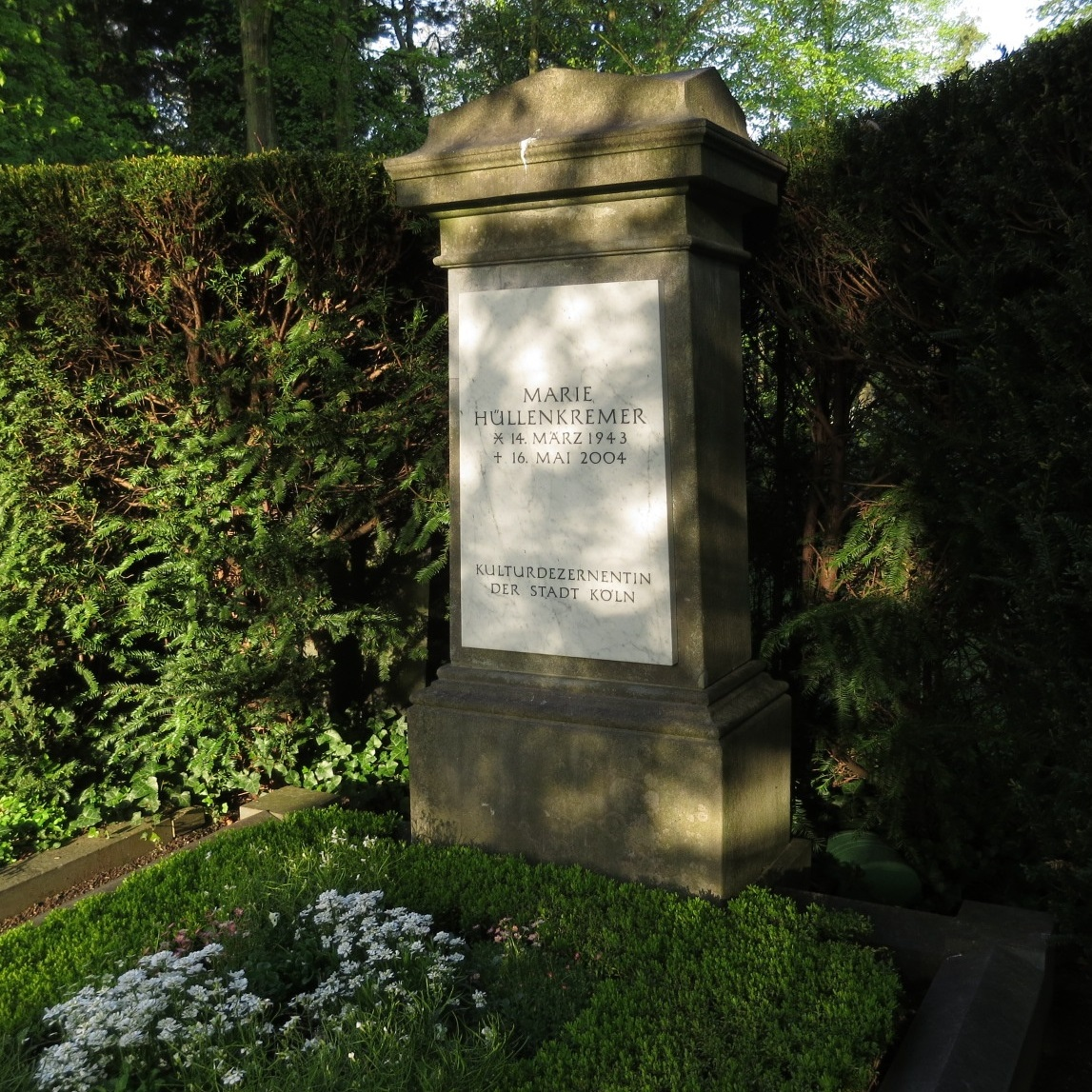
Grab auf dem Kölner Friedhof Melaten, im Mai 2015

Nach dem Studium der Germanistik wurde Hüllenkremer 1967 bei den Aachener Nachrichten Redakteurin in der Kulturredaktion. Von 1970 bis 1978 arbeitete sie dort als Ressortleiterin der Kultur- und Wochenendbeilagen-Redaktion. Sie wechselte 1979 zum Kunstmagazin ART und wurde 1982 Mitglied der Kulturredaktion des Kölner Stadt-Anzeigers. Seit 1985 stand sie gemeinsam mit Rainer Hartmann an der Spitze des Ressorts. 1989 wechselte sie in leitender Funktion zum ZEITmagazin. 1992 kehrte sie als stellvertretende Chefredakteurin zum Kölner Stadt-Anzeiger zurück. Am 1. Oktober 1998 wurde sie zur Kulturdezernentin der Stadt Köln gewählt. Dieses Amt hatte sie bis zu ihrem Tod inne. 
Ihre Grabstätte befindet sich auf dem Kölner Melaten-Friedhof (Lit. O).
2006 wurde eine Straße in Köln-Lövenich nach ihr benannt.